# 공중화장실 공포증
공중화장실 공포증(영어: paruresis)은 공중화장실을 이용하는 것을 두려워하거나 불안함, 수치심을 느끼는 증상을 말한다. 이로 인해 공중화장실에서 소변이 나오지 않는 경우는 배뇨공포증이라고 말하고, 대변이 나오지 않는 경우는 배변공포증이라고 한다.

## 특징
화장실에 대한 부정적인 이미지나 트라우마 등으로 인해 생기는 경우가 많다. 여러 가지 요인이 있지만 주요 증상은 다음과 같다.
- 남이 배변 모습을 엿보는 것에 대한 두려움
- 용변소리와 방귀소리가 남에게 들리는 것에 대한 두려움
- 화장실의 청결상태에 대한 두려움
- 주위에 화장실이 없는 것에 대한 두려움
- 화장실에 아무것도 없는 것에 대한 두려움
- 화장실에 사람이 붐비는 경우에 대한 두려움

증상은 다음과 같이 나타날 수 있다.
- 요의나 변의는 있더라도 화장실 변기에 앉으면 과도한 긴장 때문에 변이 잘 나오지 않는다.
- 소변 빈도를 낮추기 위해 수분 섭취를 줄인다.
- 소변검사를 거부한다.
- 화장실을 이용할 때 다른 사람을 지나치게 의식한다.
- 유아들의 경우, 화장실에 가는 대신 기저귀를 달라고 한다.

남성에게 더 많지만 의외로 여성에게도 많다. 이론적으로, 통계적으로 보면 여성도 남성만큼은 아니지만 화장실공포증에 걸릴 가능성이 있다고 한다. 여자화장실에 용변소리를 감추라고 에티켓벨이 설치되어 있는 것을 볼 수 있다.
화장실에서 책을 읽거나, 스마트폰을 들고 가거나, 문을 열고 볼일을 보는 행위, 소변기를 이용할 때 다른 사람이 있는 자리로부터 한 칸 이상 간격을 두고 이용해야 하는 불문율도 화장실 공포증과 연관되어 있을지도 모른다.

## 치료
치료 방법 중 하나는 점진적인 둔감화와 결합한 숨참기이다. 믿을 수 있는 사람이 처음에는 화장실 밖에 서 있고, 두려움이 극복되면 단계적으로 공포증이 완전히 치료될 때까지 관찰자가 가까이 다가가게 하면 된다. 국제 Paruresis 협회 홈페이지에서는 이 방법에 대한 자세한 설명이 나와 있다.

## 같이 보기
- 과민성 방광
- 사회 공포증
- 에티켓벨 (영어판/일본어판) 참고